# Hòa Sơn, Lương Sơn
Hòa Sơn là một xã thuộc huyện Lương Sơn, tỉnh Hòa Bình, Việt Nam.
Xã Hòa Sơn có diện tích 22,59 km², dân số năm 1999 là 6.133 người, mật độ dân số đạt 271 người/km².